# داکسلاندن
داکسلاندن (به آلمانی: Daxlanden) یک منطقهٔ مسکونی در آلمان است که در کارلسروهه واقع شده‌است. داکسلاندن ۱۲٬۱۷۸ نفر جمعیت دارد.